# Yehliu
Yehliu (野柳) je naravni park na otoku Tajvan, ki obsega 53 hektarjev kopnega in 404 hektarje morja. Značilne za park so posebne kamnite tvorbe, ki jih je oblikovala erozija. Velikost teh tvorb je različna, prav tako različna pa je oblika. Najvačji kamniti »kipi« dosegajo 2 metra v višino, njihov premer pa je od 0,5 do 1,5 metra.
Poleg pokončnih tvorb so zanimive tudi posebne kamnite krogle, ki so nastale na pobočjih iz peščenca z lokalnim kemičnim izločanjem mineralnih snovi.